# Business Plot
El Business Plot (Complot del Negocio o Complot de los Negocios, en español) o Plot Against FDR (Complot contra Roosevelt) fue una presunta conspiración de hombres de negocios y capitalistas para derrocar al Presidente de los Estados Unidos Franklin D. Roosevelt en 1933.

## Trasfondo

### Butler y los veteranos

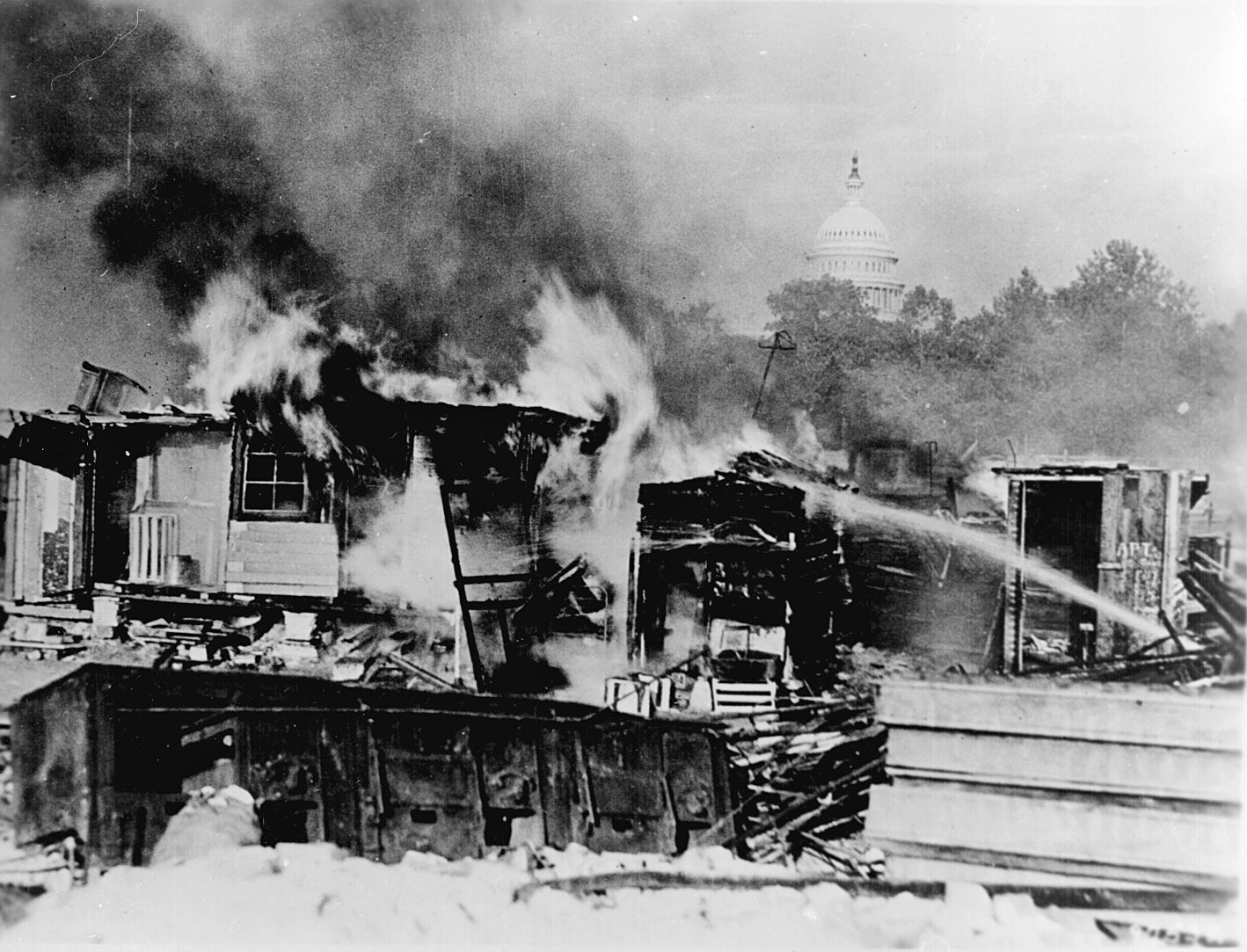
Chozas erigidas por el Bonus Army en los llanos de Anacostia, incendiadas por los soldados del Ejército estadounidense en 1932.

El 17 de julio de 1932, miles de veteranos de la Primera Guerra Mundial convergieron en Washington, D. C., montaron tiendas de campaña y exigieron el pago inmediato de las bonificaciones que les correspondían de acuerdo con la Ley de Compensación Ajustada de la Guerra Mundial de 1924 (la ley original establecía que las bonificaciones vencerían no antes de 1925 y no después de 1945). El ex-sargento Walter W. Waters lideró este «Bonus Army» («Ejército de los Bonos»), que también contó con el apoyo del mayor general retirado Smedley Butler, una figura popular en el Ejército estadounidense. Días después de que Butler hiciera acto de presencia, el presidente Herbert Hoover ordenó la retirada de los manifestantes y las tropas de caballería del Ejército de los Estados Unidos destruyeron sus campamentos bajo las órdenes del general Douglas MacArthur.
Aunque Butler se describía a sí mismo como republicano, respondió apoyando a Franklin D. Roosevelt en las elecciones presidenciales de 1932. Para 1933, Butler empezó a denunciar el capitalismo y a los banqueros. En su discurso La guerra es un latrocinio dijo que durante 33 años había sido un «matón altamente cualificado» para Wall Street, los banqueros y las grandes empresas, así como un «chantajista al servicio del capitalismo».

### Reacción a Roosevelt
La elección de Roosevelt inquietó a muchos empresarios conservadores de la época, ya que su «promesa electoral de que el gobierno proporcionaría puestos de trabajo para todos los desempleados tuvo el efecto perverso de crear una nueva ola de desempleo por parte de empresarios asustados por el temor al socialismo y al gasto público desmedido» Según algunos autores, también tuvieron que ver las preocupaciones sobre el patrón oro; Jules Archer, en The Plot to Seize the White House («El complot para tomar la Casa Blanca»), escribió que, con el final del patrón oro, «los financieros conservadores estaban horrorizados. Veían  una moneda que no estuviera sólidamente respaldada por el oro como inflacionaria, lo que socavaría las fortunas privadas y empresariales y conduciría a la bancarrota nacional. Roosevelt estaba condenado, como socialista o comunista, a destruir la empresa privada socavando el respaldo en oro de la riqueza para subsidiar a los pobres».

## El complot
En 1933, se denunció una conspiración para derrocar al presidente Franklin D. Roosevelt mediante un golpe militar. Esta presunta conspiración, cuya existencia real es difícilmente demostrable, se conoció como el Business Plot (Complot de los Negocios), porque teóricamente involucraba a la élite industrial y financiera estadounidense, cuyos intereses se suponían amenazados por la política del New Deal. Se reveló a la opinión pública cuando un general retirado de los marines, Smedley Butler, testificó ante el Comité McCormack-Dickstein del Congreso de los Estados Unidos, que había sido tanteado por un grupo de  poderosos empresarios y financistas, para orquestar un golpe militar contra Roosevelt.
Mientras que los historiadores se han preguntado si un golpe de Estado estuvo en realidad a punto de ser ejecutados, la mayoría coincide en que una especie de "plan extremo" fue contemplado y discutido. Los medios de comunicación del momento rechazaron la trama, con un editorial del New York Times caracterizándolo como una "patraña gigantesca". La denuncia de Butler llegó hasta el Congreso de los Estados Unidos, implicando a Gerald MacGuire, un financista quien supuestamente contactó a  Butler para referirle el plan. Otros involucrados fueron Sterling Clark, un millonario coleccionista de arte que lideraba la poderosa Singer Corporation, y William Doyle, otro general veterano que se supone proporcionaría hombres de la Legión Americana para una marcha golpista sobre Washington D. C., destinada a deponer a Roosevelt o al menos forzarle a entregar todo su poder político.
Durante su testimonio ante los congresistas de EE. UU., Butler refirió que el grupo golpista pretendía aprovechar su fama y prestigio (Butler era el general de marines más popular durante el periodo de entreguerras) y pedirle que lidere una masa de veteranos de guerra armados para ejecutar el golpe de Estado, pese a haber apoyado a Roosevelt en su elección de 1932 y ser un ácido cuestionador de los grandes trust financieros. Este detalle causó que el testimonio de Butler pareciera inverosímil, al dudarse que un grupo de grandes empresarios pidiera ayuda a un conocido crítico de sus negocios, y nada menos para ejecutar una revuelta contra el gobierno. Butler tampoco pudo proporcionar más nombres que los de Clark, Doyle, y MacGuire, admitiendo que sólo este último le había hablado sobre la posibilidad de un golpe de Estado. 
Los vacíos del testimonio de Butler, y el hecho de que sus afirmaciones se basaran en rumores y sospechas (Butler reconoció no tener mayores indicios de la existencia del "golpe") causaron un gran escepticismo en la opinión pública de EE. UU. Ciertamente, se admitió que Gerald MacGuire era un feroz opositor al New Deal y podría estar pensando en ejecutar una acción ilegal, aunque fuera dudoso que en verdad proyectara una revuelta armada contra Roosevelt y menos aún que convocara al general Butler para este propósito. Al no haber más elementos de investigación sobre las declaraciones del general Butler, el Business Plot prontamente quedó olvidado.

## Supuestos miembros del complot
- William Doyle - Antiguo comandante estatal de la Legión Americana
- Robert Clark - Heredero del conglomerado empresarial Singer
- Gerald MacGuire - Vendedor de bonos para Clark, y miembro de la Legión Americana de Connecticut. Se supone que MacGuire fue clave en el intento de reclutamiento del general Smedley Butler.[7]

## Miembros del comité de investigación del Congreso de EE. UU. sobre el complot
Fuente 
- John W. McCormack, Massachusetts, Presidente. McCormack se desempeñó como Presidente de la cámara de representantes desde 1961 hasta 1971.
- Samuel Dickstein, Nueva York, Vicepresidente.
- Carl May Weideman, Míchigan. Congresista demócrata desde el 4 de marzo de 1933 hasta el 3 de enero de 1935.[9]
- Charles Kramer, California. Congresista demócrata desde el 4 de marzo de 1933 hasta el 3 de enero de 1943.[10]
- Thomas Albert Jenkins, Ohio. Congresista republicano desde el 4 de marzo de 1925 hasta el 3 de enero de 1959.[11]
- James Willis Taylor, Tennessee. Congresista republicano desde 4 de marzo de 1919 hasta el 14 de noviembre de 1939.[12]
- Ulysses Samuel Guyer, Kansas. Congresista republicano desde el 4 de marzo de 1927 hasta el 5 de junio de 1943.[13]
- Thomas W. Hardwick, Consejero.